# Asnago
Asnago (Asnagh in dialetto comasco, AFI: [azˈnɑːk]) è una frazione divisa fra i comuni comaschi di Cantù e Cermenate. La località era un piccolo villaggio agricolo di antica origine della Pieve di Fino, attestata nel 1335 con il nome di "Asinago".
Asnago divenne per la prima volta frazione di Cermenate su ordine di Napoleone, ma gli austriaci annullarono la decisione al loro ritorno nel 1815 con il Regno Lombardo-Veneto.
Dopo l'unità d'Italia, il paese crebbe da seicento a ottocento abitanti. Fu il fascismo a decidere la soppressione del comune spartendolo fra Cantù e Cermenate.